# فیلیپو بونیپرتی
فیلیپو بونیپرتی (انگلیسی: Filippo Boniperti؛ زادهٔ ۲۷ سپتامبر ۱۹۹۱) بازیکن فوتبال اهل ایتالیا است.
از باشگاه‌هایی که در آن بازی کرده‌است می‌توان به باشگاه فوتبال کارپی، باشگاه فوتبال آسکولی، باشگاه فوتبال آلساندریا، باشگاه فوتبال گوریتسا، باشگاه فوتبال پارما، باشگاه فوتبال یوونتوس، باشگاه فوتبال کروتونه، و باشگاه فوتبال امپولی اشاره کرد.
وی همچنین در تیم ملی فوتبال زیر ۱۹ سال ایتالیا بازی کرده‌است.